# Nederlandse Bijenhoudersvereniging
De Nederlandse Bijenhoudersvereniging (NBV) is de grootste  Nederlandse vereniging voor bijenhouders (of imkers). 

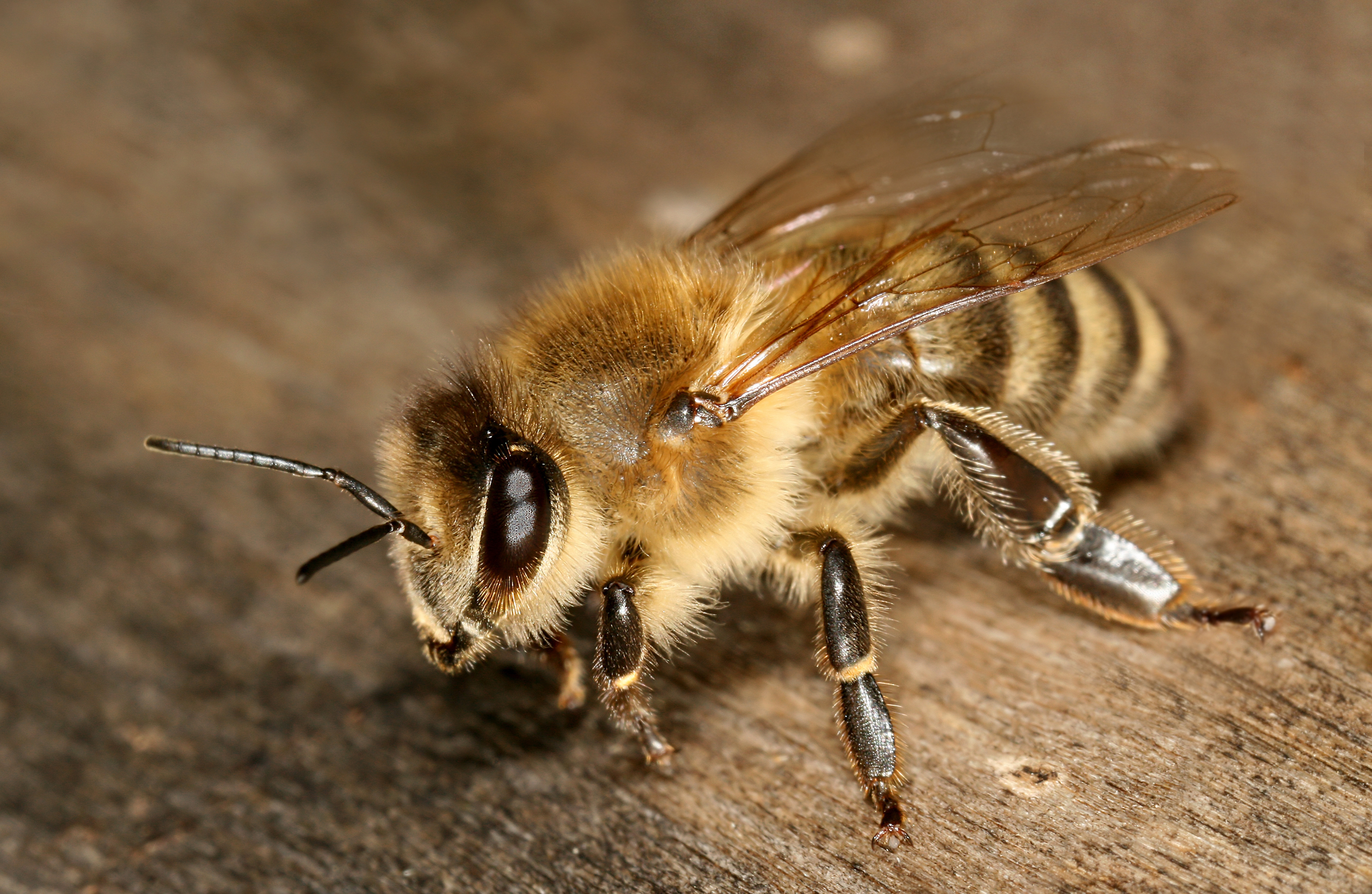
Honingbij

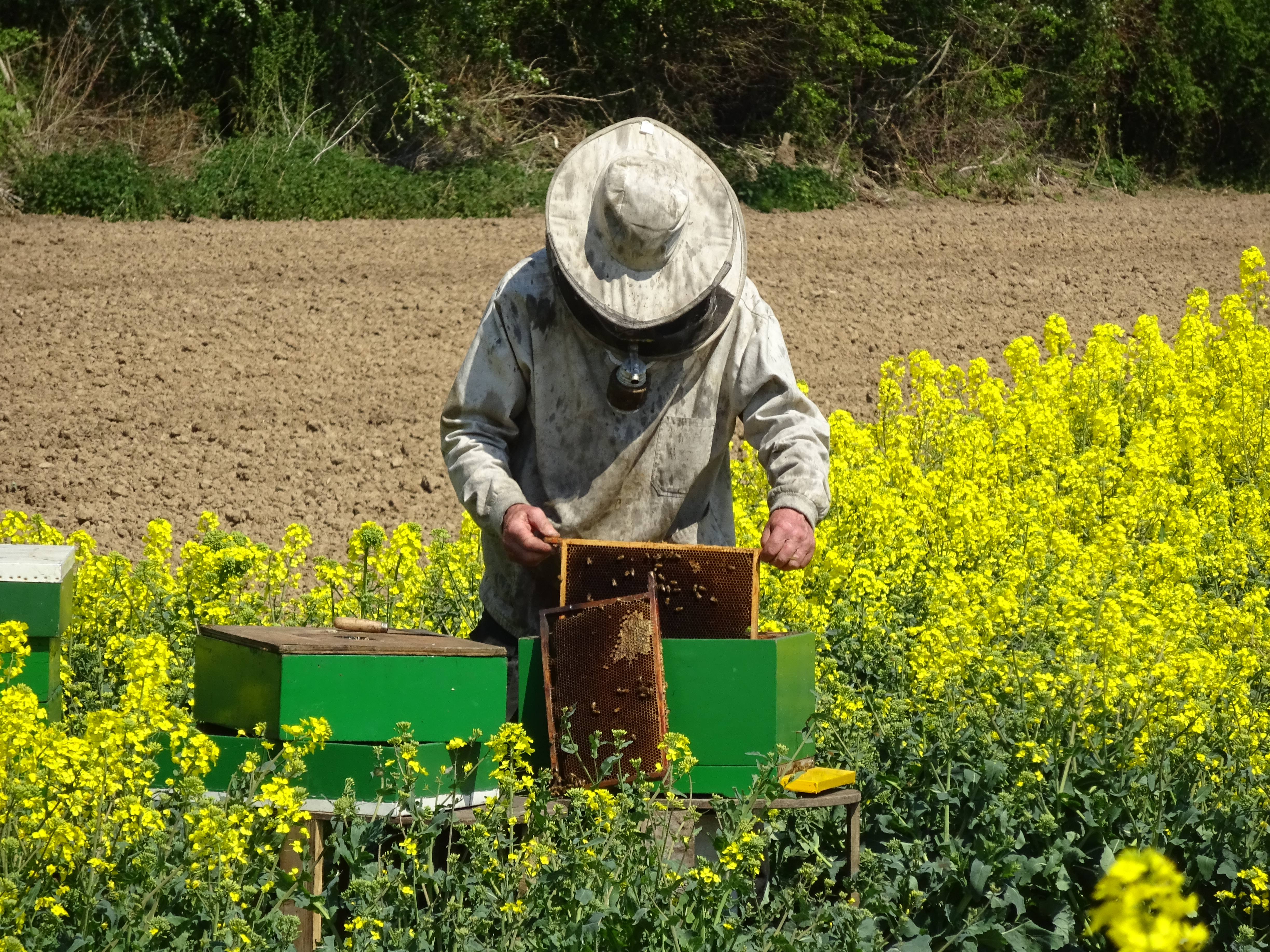
Imker controleert bijenkasten aan koolzaadveld

## Organisatie, doel en werkwijze
De vereniging is statutair gevestigd in Wageningen en houdt kantoor in Ede. De vereniging is op 11 april 2006 ontstaan uit de fusie van drie oudere bijenorganisaties, de  Vereniging ter Bevordering der Bijenteelt in Nederland (VBBN) (opgericht 29 oktober 1897), de Rooms-Katholieke Bond van Bijenhouders van de NCB (opgericht 21 december 1921) en de Bond van imkers van de Limburgse Land- en Tuinbouwbond (LLTB) (opgericht 9 april 1927).
De vereniging is georganiseerd in circa 200 lokale verenigingen en heeft ongeveer 8.500 leden. Naast een bestuur en een professionele staf is er een ledenraad. De vereniging stelt zich als doel de belangen van de bijenhouders te behartigen en streeft naar een gezonde bijenstand. Daartoe verstrekt ze informatie, organiseert ze trainingen en workshops, geeft ze de bladen Bijenhouden en Imkernieuws uit en ondersteunt ze imkers op andere manieren.

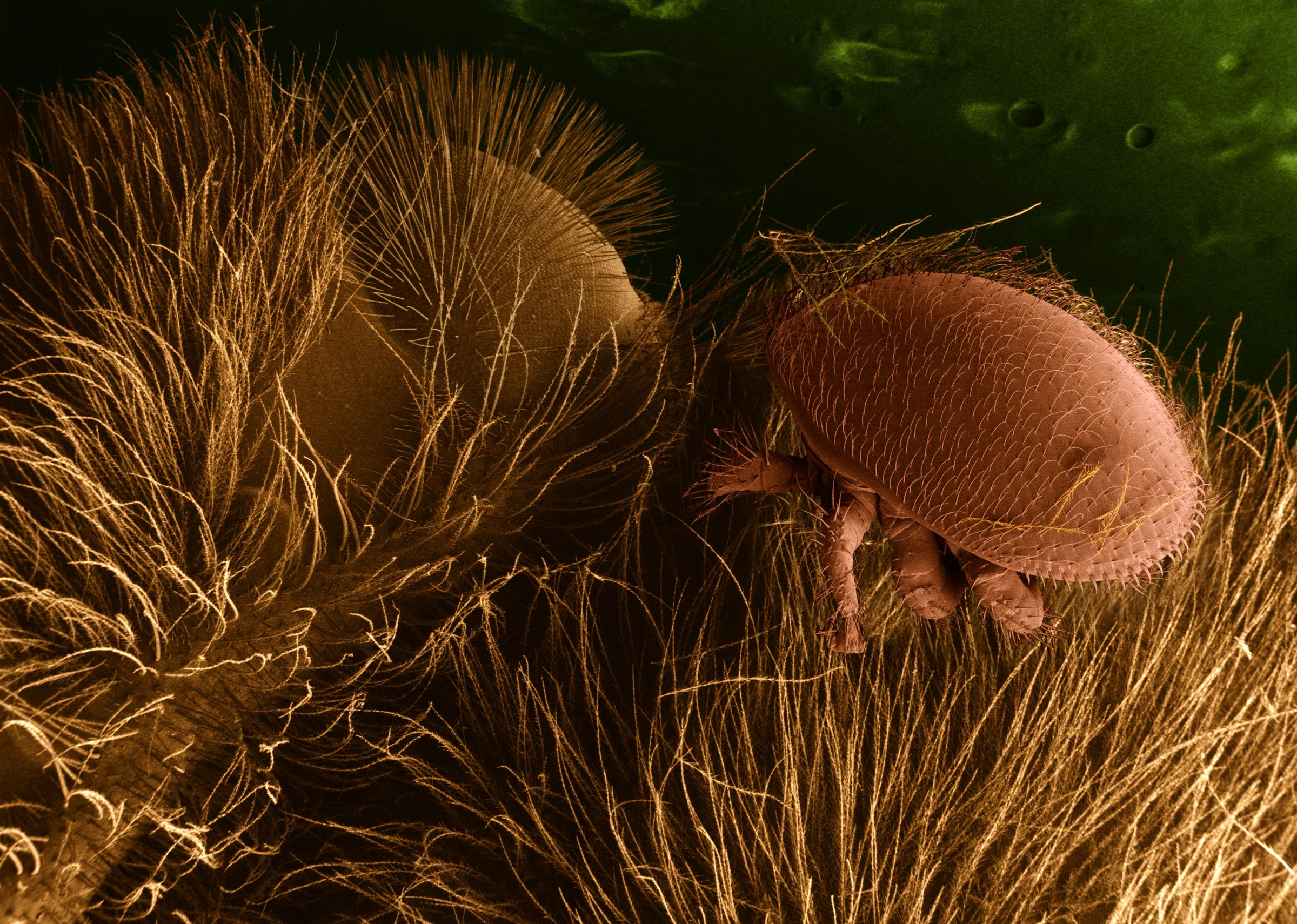
Een belangrijke mogelijke oorzaak van bijensterfte is de plaag van de varroamijt (hier op een honingbij)

## Bijensterfte
De grote bijensterfte die zich omstreeks 2009 voordeed, waarbij meer dan 20% van de bijen stierf, zette de vereniging aan tot actie. Samen met de rijksoverheid wilde men zoeken naar maatregelen om deze sterfte tegen te gaan. De vereniging presenteerde in 2009 het 'Deltaplan duurzame en vitale bijenhouderij' en vervolgens, in 2013, samen met andere organisaties het 'Actieprogramma Bijengezondheid' dat opriep meer aandacht te besteden aan de rol van gewasbeschermingsmiddelen, ziekten en plagen onder bijen, de relatie tussen voedselaanbod van bijen en biodiversiteit, maar ook aan de professionaliteit van de imkerij. Op dat moment was de bijensterfte niet meer zo hoog als in het begin van de eeuw maar nog steeds hoger dan daarvoor. De oorzaken hiervan zijn niet helemaal duidelijk, maar een zorgvuldigere bijenhouderij lijkt een belangrijke factor te zijn geweest bij het terugdringen van de sterfte, mogelijk ook het gedeeltelijke verbod van een bestrijdingsmiddel.

## Andere organisaties
Binnen Nederland hebben in de loop  van de tijd talloze bijenverenigingen bestaan, vaak lokaal georganiseerd. Soms splitsten ze zich af, soms fuseerden ze, soms bleven ze zelfstandig. Naast de NBV en de voorlopers hiervan  bestonden lange tijd nog twee andere vrij grote landelijke bijenverenigingen, de Imkersbond ABTB (opgericht 27 augustus 1947) en de Algemene Nederlandse Imkersbond (ANI) (opgericht 10 november 1934, als afsplitsing van de VBBN na een conflict over suikerprijs en distributie). Deze twee imkersbonden waren ook bij het fusieproces aan het begin van de 20e eeuw betrokken, maar hebben zich uiteindelijk niet aangesloten. 
In het fusiejaar had de NBV circa 6.500 leden en de ANI 700 (ter vergelijking: in 1998 hadden de VBBN, de ANI en de bonden van de NCB, LLTB en ABTB er samen  ongeveer 10.000, terwijl de VBBN in 1946 24.000 leden had. Later, in 2017, gingen Imkersbond ABTB en ANI samen in Imkers Nederland.